# Раул Ламбер
Раул Ламбер (хол. Raoul Lambert; рођен 20. октобра 1944. у Брижу, Белгија) бивши је белгијски фудбалер, играо је за фудбалску репрезентацију Белгије. 
Био је најбољи стрелац белгијске Прве лиге 1972. године са 17 постигнутих голова, у време док је наступао за Клуб Бриж. Такође је постигао 18 голова у 33 меча за репрезентацију Белгије, за коју је играо у периоду између 1966. и 1977. Ламбер је дебитовао за репрезентацију 20. априла 1966. на пријатељској утакмици против Француске и постигао је гол (победа 3:0). Био је учесник Светског првенства 1970. у Мексику и Европског првенства 1972 у Белгији. Током читаве фудбалске каријере играо је за Клуб Бриж, постигавши укупно 270 голова на 458 мечева у свим такмичењима.
Његов брат је фудбалер Ерик Ламбер.

## Успеси

### Клуб
Клуб Бриж
- Првенство Белгије: 1972/73, 1975/76, 1976/77, 1977/78, 1979/80.
- Куп Белгије: 1967/68, 1969/70, 1976/77.[5]
- Куп УЕФА: 1975/76 (финалисти)[6]
- Куп европских шампиона: 1977/78. (финалисти)[7]
- Куп Жил Папар: 1972, 1978.[8]

### Репрезентација
Белгија
- Европско првенство: 1972. (треће место)[9]

### Индивидуалне награде
- Најбољи стрелац првенства Белгије: 1971/72. (17 голова)[10]
- Најбољи тим Европског првенства: 1972.[11]
- Најбољи играч века екипе Клуб Бриж (2007)[12]
- Најбољи фудбалер Западне Фландрије свих времена (2009)[13]